# 天目山

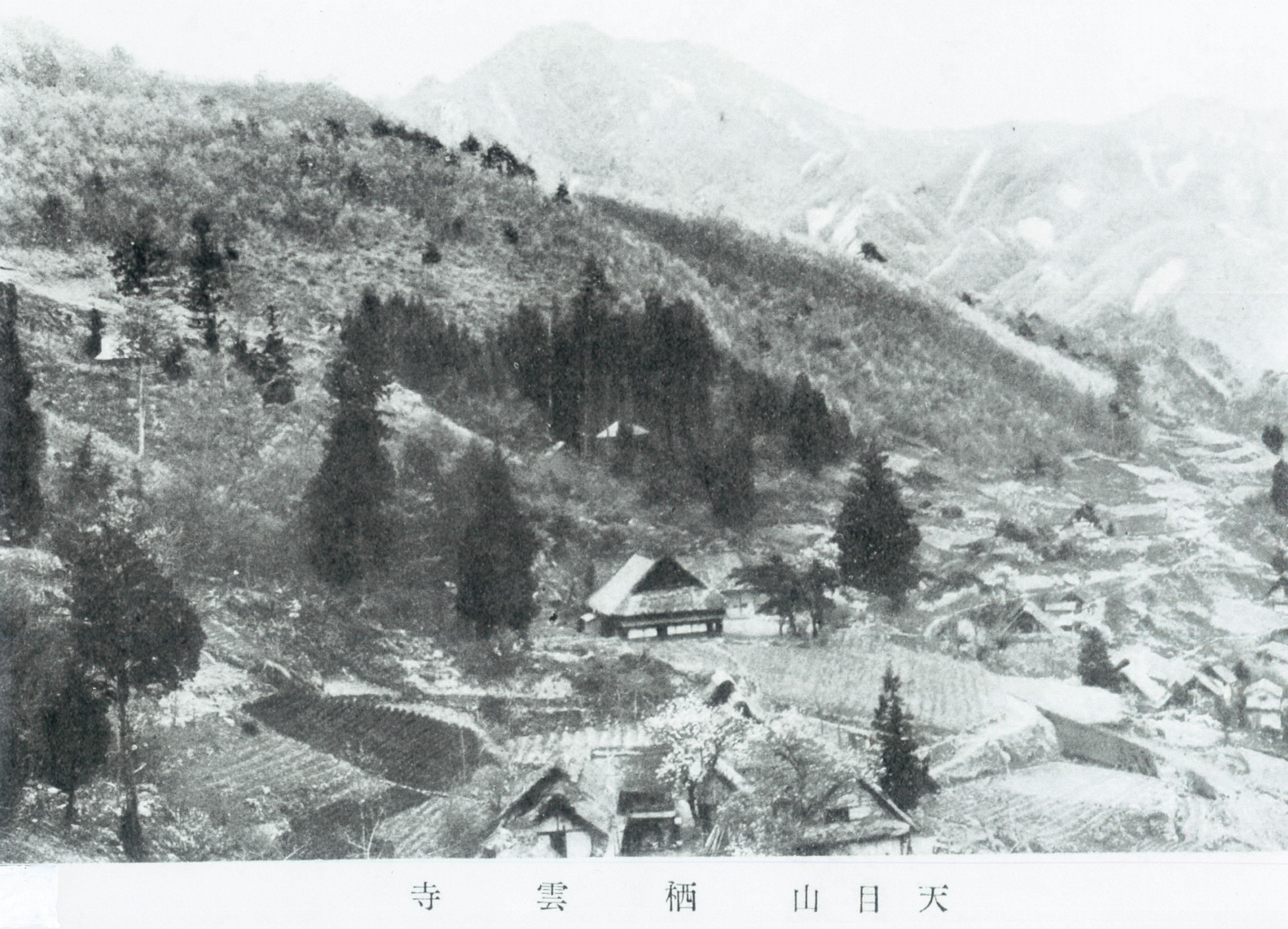
昭和初期の天目山と天目山棲雲寺全景

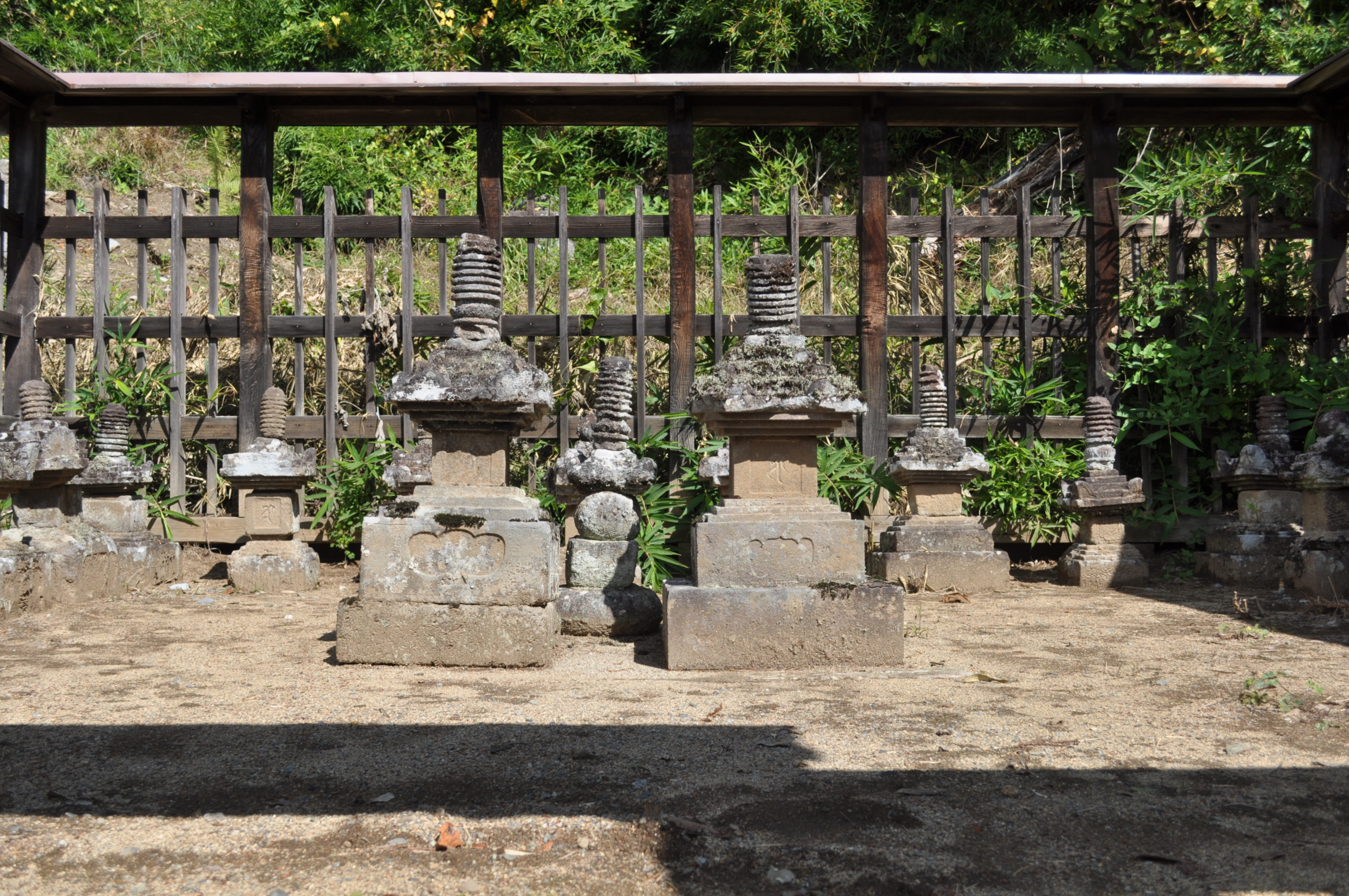
棲雲寺の武田信満の墓（中央右側の宝篋印塔）（市指定史跡 2017年10月9日撮影）

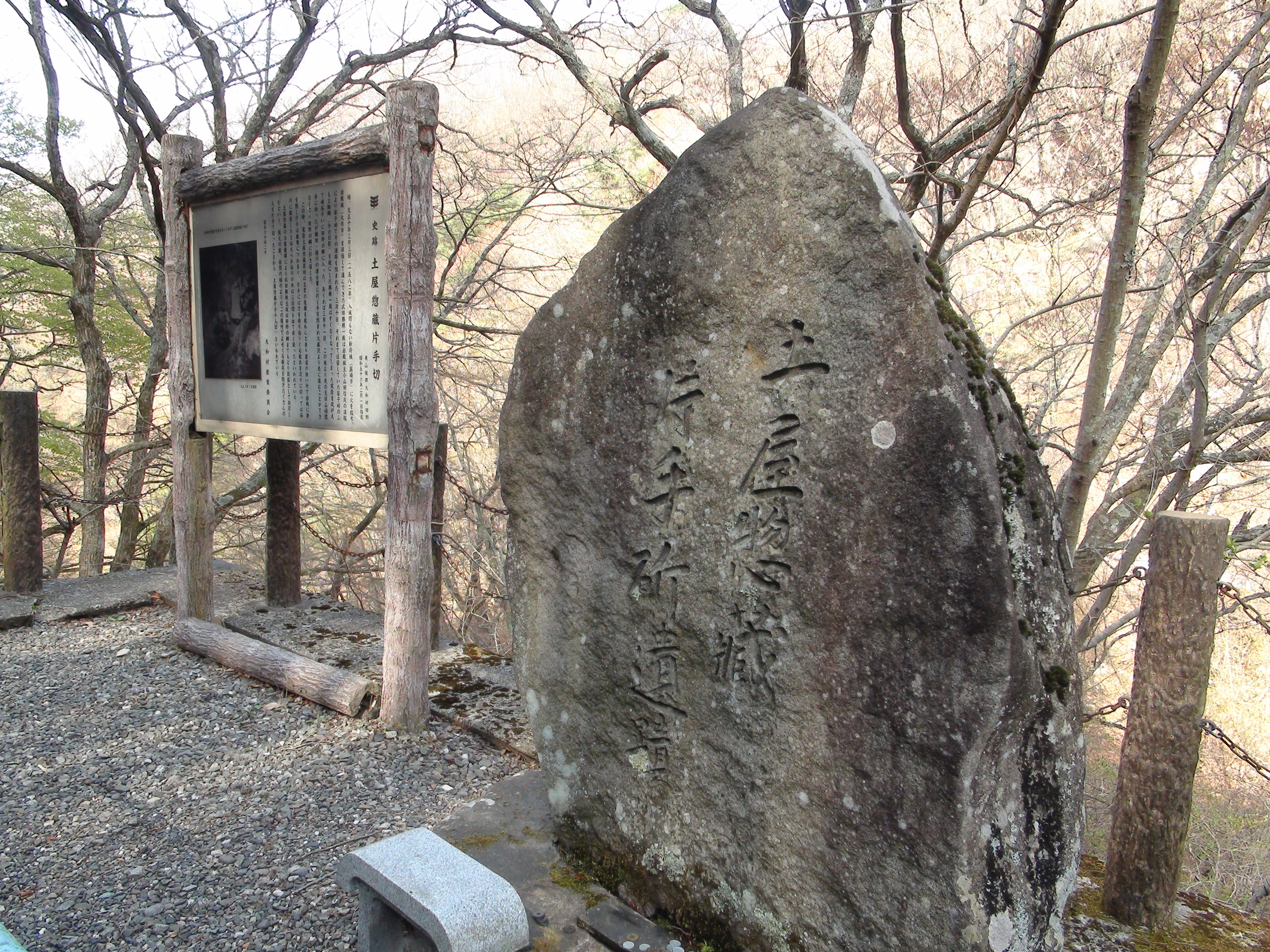
天目山の崖道にある土屋惣蔵（昌恒）片手切りの史跡碑

天目山（てんもくざん）は、山梨県甲州市大和町木賊及び同大和町田野にある峠で、標高1,380mの山である。元は木賊山（とくさやま）と呼ばれていたが、後に山中に棲雲寺が創建されると、その山号から改称された。

## 由来
元は山中にあった木賊村より「木賊山」と称されてきた。南北朝時代の貞和4年/正平3年（1348年）、臨済宗の禅僧・業海本浄が木賊山を訪れた際にこの山がかつて元に留学した際に見た禅宗の名刹・天目山を髣髴させるとしてこの地に天目山護国禅寺を創建した。この寺が後の棲雲寺である。このため、いつしか元の木賊山よりも寺の山号である「天目山」の名称で知られるようになったという。

## 武田氏滅亡の地
この地は織田信長による甲州征伐における甲斐武田氏滅亡の地と位置付けられているが、同氏はそれ以前にも一度、この地にて滅亡している。
応永24年（1417年）、室町幕府に追われた武田氏第13代当主武田信満が山中の木賊村で自害して甲斐武田氏は一時断絶する。そして後に再興された甲斐武田氏も165年後の天正10年（1582年）、織田政権に追われた武田氏第20代当主武田勝頼（信満から7代目の子孫）が山麓の田野村で自害、甲斐武田氏の嫡流は滅亡した。
前者の滅亡を伝えた『鎌倉大草紙』は「木賊山」、後者の滅亡を伝えた『甲斐国志』や『信長公記』は「天目山」と異なる名称で伝承しているが、この二つは同一の山である。なお、信満の最期の地である木賊の南側に隣接した麓に勝頼の最期の地である田野が所在する。

### 応永の武田信満滅亡
応永24年2月6日（1417年2月22日）、室町幕府将軍足利義持の命令を受けた上杉憲宗の侵攻に加えて、武田氏庶流で代々守護代を務めた逸見氏当主・逸見有直の謀叛にあった甲斐守護武田信満はこの地に追い詰められて山中で自害したという。信満は前年に鎌倉府に対して反乱を起こした上杉禅秀の縁戚であり、この反乱軍に加担して鎌倉公方足利持氏や上杉房方・今川範政らと戦って敗北して逃げ帰ったところ、有直が次期甲斐守護職への就任と引換に持氏側に内応した。それを受けて上杉憲宗が討伐したものであったと『鎌倉大草紙』に伝えられている。
棲雲寺には信満の宝篋印塔やともに自害した家臣達の五輪塔が存在している。
なお、持氏は約束通り有直を守護にしようとしたが、将軍・義持はこれを許さず、甲斐の管轄権を鎌倉府から取り上げて乱の時に京都にいたために捕らえられて出家させられた信満の嫡男である道成を還俗させ、次期守護にするように命じた。道成は武田信重と名乗って義持の命を受けた小笠原政康の支援で甲斐に帰国するものの、既に守護を自称していた有直は信重を認めずこれを排除し、以後甲斐は100年近くにわたる内紛の時代を迎えることになる。

### 天正の武田勝頼滅亡
天正10年3月11日（1582年4月3日）、織田信長・徳川家康連合軍の侵攻に加えて家臣・小山田信茂の謀反にあった甲斐国主武田勝頼が落ち延びる際に目指し、その後に妻子と共に自害したと『甲斐国志』や『信長公記』に伝えられている。
武田氏滅亡後に甲斐を領した家康は、領民懐柔政策の一環として麓に勝頼主従の菩提を弔うため景徳院を建立している。付近には武田氏関係の史跡が点在し、景徳院の境内の勝頼親子3人の墓の近くには、勝頼の妻の辞世の句が刻まれた石碑が立っている。
黒髪の 乱れたる世ぞ はてしなき 思いに消ゆる 露の玉の緒
（現代語訳：黒髪が乱れるように、世も乱れきっていて、いま主人を思う私の心も、露のように流れ落ちて消えようとしています。）
- 中央線鉄道唱歌にも次のように歌われている。「武運尽きたる武田氏が 重囲の中に陥りし 天目山は初鹿野（はじかの）の 駅より東二里の道」

## 備考
江戸時代前期に後陽成天皇の八宮であった知恩院門跡良純入道親王が、江戸幕府の不興を買って天目山に配流されている。